# 德魯伊 (信仰)
德魯伊（又譯督伊德，或意譯為橡木賢者）包含兩種意思，分別是德魯伊（英語：Druid）以及德魯伊教（英語：Druidism）。

## 词源
現代英語中「德魯伊」一詞（druid）起源於拉丁語複數形式「druidēs」。古羅馬作家認為「druidēs」來自古凱爾特語中對該職務的稱呼。一些其他的古羅馬文獻中也有「druidae」的拼寫方式。古希臘的民族誌研究者將其轉寫為希臘語「δρυΐδης」。德魯伊與古愛爾蘭語中的「druí」、古康沃爾語中的「druw」和中古威爾士語中的「dryw」同源。
根據這些不同的拼寫方法，學者判斷在原始凱爾特語中該詞拼為「*dru-wid-s」（複數形式*druwides），意味「橡木知晓者」。其詞根可以對應原始印歐語言中的「*deru-」和「*weid-」。老普林尼認為「知橡樹者」符合德魯伊的原意。他在書中指出該詞來自古希臘語中的「δρύς」（橡樹）和希臘語名詞後綴「-ιδης」。古愛爾蘭語和中古威爾士語對應的單詞均表示鷦。在愛爾蘭和威爾士傳統中，鷦有預言的能力。

## 历史
- 德魯伊，在凱爾特神話中，具有穿梭各個神域的能力。
- 凱撒大帝在征服高盧地區的凯爾特部落後曾述：『凯爾特人只有兩種重要階級：戰士與德魯伊。』德魯伊不僅是僧侶，也是醫生、教師、先知與法官。他們以魔術教導年輕人民，在罪案發生時或者有土地爭執時又成為了法官。他們擁有權力而備受尊敬，是君王的顧問及百姓的統治者。
- 德魯伊向人們傳揚靈魂不滅以及輪迴轉世的教義。在凱爾特社會中地位崇高，階級僅次於諸王或族長。他們可以免除兵役及納貢義務。雖然很多人想成為德魯伊，大多數人卻因為無法背誦其所需的知識歷史詩歌等等而被淘汰。德魯伊在凱爾特社會中，可以與王權匹敵，甚至凌駕於王權之上。通常會以指導者或參謀身份參與政治事務。他們不僅掌管祭祀，同時也是醫者、魔法師、占卜者、詩人、以及其所屬部族的歷史記錄者。Druid意謂著「橡樹的賢者」，即「透徹樹的道理之人」。在許多印歐語系的語言中，dr這個字根都代表「樹木」的意思，而且特別是指橡樹。德魯伊將橡樹奉為聖木。據說他們擁有把人變成動物以及與神明精靈及動物對話的魔力。他們可以透過鳥飛行的方式、祭品內臟的外觀預言未來。
- 肩負著各種角色的德魯伊享有免服兵役以及免課稅金的特權。因為他們是特權階級。提到特權階級，不免會聯想到世襲制，不過，德魯伊採行能力主義制，換句話說，有能力的人才能當上德魯伊，才可以享有這些特權。完全符合能力主義的想法。志願當德魯伊的人很多，可是要得到這個頭銜並非易事。而神祕的教義也以口傳的形式加以傳承，不留任何文字資料，所有的知識都必須強記在腦袋裡。凱撒曾在高盧戰記中感嘆：成為合格的德魯伊教徒之前，恐怕最少要修行二十年！
- 現代的德魯伊教徒很早就恢復了他們的儀式成為新德魯伊信仰，他們在1880年代末期，於史前巨石陣重新恢復夏至慶典。（然而根據新的考古學證據顯示，史前巨石陣並非由凱爾特民族所建造，年代在更早之前，在新石器時代已經開始建造。）他們儘可能遵循文學中記載的德魯伊傳統，包括切割槲寄生的儀式，以及在夏至、冬至和春分、秋分時的慶典。德魯伊團體在生態學、重建森林以及保護聖地等事務上特別活躍。儀式服裝包括白色長袍、貴金屬項鏈以及用橡木或其他樹葉製成的冠冕。威爾士國家音樂節（威爾士每年定期舉行的音樂及詩歌競賽）就被營造成使用德魯伊象徵的儀式。